# Susana Soca
Susana Soca (Montevideo, 1906 – Rio de Janeiro, 11 gennaio 1959) è stata una poetessa e scrittrice uruguaiana. Durante la parte più produttiva della sua carriera pubblica, gran parte della quale coincise con la seconda guerra mondiale, visse in Francia. Soca fondò anche e per molti anni produsse la rivista letteraria transatlantica La Licorne. Sia nella sua rivista che in altri ambiti divenne nota per l'entità e l'efficacia del suo sostegno ai colleghi scrittori dell'America Latina e dell'Europa.

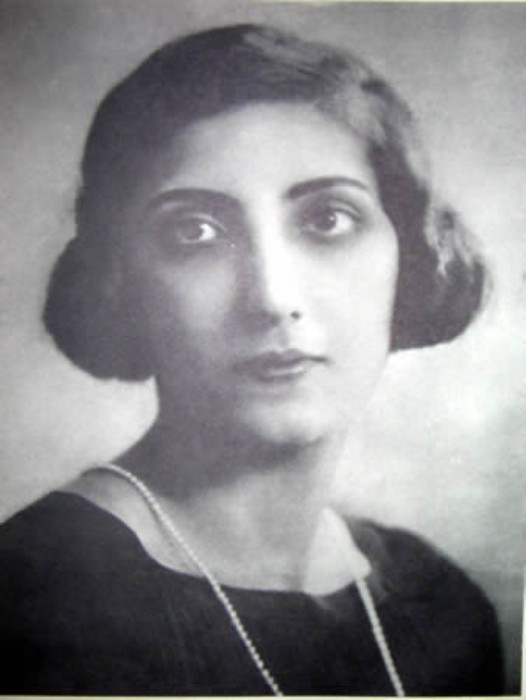
Susana Soca

Morì nei pressi dell'aeroporto di Rio de Janeiro quando il Lockheed Constellation sul quale viaggiava come passeggera si schiantò, uccidendo tutti i 29 passeggeri e 7 dei 10 membri dell'equipaggio.

## Biografia

### Provenienza e primi anni
Susana Luisa María de las Mercedes Soca nacque nella casa dei suoi genitori a Montevideo. Fu battezzata pochi giorni prima del suo secondo compleanno nella cattedrale di Notre-Dame a Parigi durante un viaggio di famiglia in Europa. Il padre Francisco Soca non era particolarmente religioso, ma sua madre, Luisa Blanco Acevedo, era una cattolica romana profondamente convinta. Da giovane Francisco aveva studiato medicina a Parigi, dove aveva presentato con successo la sua tesi di dottorato nel 1888.
Susana Soca era l'unica figlia registrata dei suoi genitori. In un paese con un'élite al potere relativamente piccola, la famiglia in cui nacque era ricca e ben inserita. La famiglia di Francisco Soca proveniva originariamente dalle Isole Canarie. Era un medico che per molti anni ricoprì la cattedra di medicina clinica all'università e che si impegnò sempre di più anche nella politica nazionale. Godeva di un'eccellente reputazione professionale tra le famiglie più importanti di Montevideo e fu durante una visita domiciliare per curare la moglie di Juan Carlos Blanco Fernández (1847-1910), Luisa Acevedo de Blanco, che incontrò una delle figlie dei suoi pazienti, Luisa Blanco Acevedo. Nonostante una differenza di età di 26 anni, Francisco Soca e Luisa si sposarono con una cerimonia civile nella casa della famiglia Acevedo la notte tra il 5 e il 6 aprile 1905. La cerimonia religiosa si tenne nella cattedrale metropolitana di Montevideo il giorno successivo e la coppia partì per un viaggio in Europa. Gli Acevedo erano una famiglia antica e numerosa. Grazie alle connessioni aristocratiche della madre, Susana Soca crebbe a Montevideo con molti parenti influenti, come lo zio, lo scrittore e senatore uruguaiano Eduardo Acevedo Díaz, che aveva firmato come testimone sul certificato di matrimonio dei suoi genitori.
Da bambina Susana Soca accompagnava spesso il padre quando andava a trovare i pazienti a casa. Marta Behrens raccontò in seguito a un intervistatore di aver visto una bambina seduta nell'auto del medico fuori casa quando andava a trovare la nonna. Evidentemente la bambina era molto interessata alla malattia dell'anziana signora perché accompagnava il padre "ogni giorno". Non scendeva mai dall'auto, tuttavia, ma rimaneva sul sedile posteriore a leggere un libro. Behrens ricordava la Soca, che all'epoca doveva avere circa dodici anni, seduta in auto nella luce della sera che calava con un viso che "mostrava tristezza". Fu educata a casa, sempre in francese, da una serie di insegnanti privati. La prima di loro fu la sorella di sua madre, Maruja Blanco, moglie di Julio Raúl Mendilaharsu. Fin da piccola Susana Soca padroneggiò diverse lingue: spagnolo, francese, inglese, tedesco, latino, italiano, greco e successivamente russo. Probabilmente intorno al 1938 incontrò Boris Pasternak tramite amici comuni a Parigi. Viaggiare in Europa divenne difficile nel corso dei successivi anni e gran parte della loro successiva amicizia fu condotta per lettera, grazie alla quale Susana fu in grado di migliorare notevolmente il suo russo. Ebbe un ruolo nell'occultamento del manoscritto del Dottor Živago (a cui era stata rifiutata la pubblicazione nell'Unione Sovietica), sebbene l'entità del suo coinvolgimento rimanga controversa.

### Contatti
Soca conobbe molti importanti scrittori uruguaiani contemporanei. Tra questi, le poetesse-professoresse María Eugenia Vaz Ferreira e Orfila Bardesio, il poeta-saggista Carlos Sabat Ercasty, l'illustre scrittore Jules Supervielle e l'autore Carlos Reyles. Frequentava Parigi, inizialmente con i suoi genitori e poi, crescendo, da sola.
Nel 1936 lo scrittore poliedrico franco-belga Henri Michaux incontrò Susana, ormai trentenne, in Argentina o Uruguay. L'attrazione era chiaramente reciproca e ne seguì un'intensa relazione. Alla fine, tuttavia, la Soca preferì rimanere con la madre vedova, il che almeno una fonte di lingua francese collega al fatto che aveva ereditato il profondo impegno della madre per la Chiesa. In ogni caso, non ci fu alcun matrimonio.

### Un viaggio di dieci anni a Parigi
Verso la fine del 1938, Soca fece una delle sue visite regolari a Parigi, accompagnata dalla madre, alloggiando al Plaza Athénée. In seguito presero una suite all'Hotel George V. Il 1939 fu un anno di crescente tensione internazionale, soprattutto in Europa, e quando le donne furono pronte a tornare in Uruguay, la Seconda Guerra Mondiale era già scoppiata, lasciandole bloccate a Parigi. Il 3 settembre 1939, Francia e Gran Bretagna dichiararono guerra alla Germania: per le strade di Parigi e Londra stranamente cambiò poco, poiché i governi di quelle città aspettavano di vedere cosa avrebbe fatto Hitler. La risposta arrivò il 10 maggio 1940, quando l'esercito tedesco invase rapidamente la metà settentrionale della Francia. Un mese dopo raggiunsero Parigi, che si arrese formalmente il 14 giugno 1940. L'alto comando tedesco si installò all'Hotel George V. Era necessario che gli ospiti dell'hotel trovassero una sistemazione alternativa. Soca e sua madre si trasferirono al Grand Ritz Hotel in Place Vendôme, nel cuore della città. Tuttavia, ormai era chiaro che non sarebbero tornate in Uruguay tanto presto, e in seguito presero un appartamento nel ricco quartiere di Passy.
Le fonti sono in gran parte silenziose su come, a Parigi, Susana Soca trascorse gli anni della guerra. È però chiaro che iniziò a scrivere poesie in spagnolo. Come avrebbe poi spiegato nella prefazione alla sua raccolta di poesie del 1959 "En un país de la memoria", questo le offrì una via attraverso la quale fu in grado di trovare la sua identità personale e la sua patria nella lingua spagnola. Le fonti suggeriscono anche che ben prima del 1945 stava già lavorando ai piani per il lancio e la gestione della sua rivista letteraria.

### La Licorne
Dopo la guerra Susana Soca fondò i Cahiers de La Licorne (letteralmente, "quaderni dell'unicorno"), una rivista letteraria transatlantica di concezione francese, progettata e presentata come un periodico-antologico semestrale. La prima edizione, pubblicata a Parigi, apparve nel marzo del 1947. La copertina presentava un disegno di Valentine Hugo basato su un unicorno che faceva riferimento alla costellazione dell'Unicorno. All'interno, molti dei vari articoli beneficiavano anche delle caratteristiche illustrazioni stilizzate della Hugo, che contribuì anche con diverse immagini della stessa Soca e di Luisa Blanco Acevedo de Soca, la madre di Susana. Una seconda edizione apparve nel dicembre del 1947 e una terza nell'autunno del 1948. Offriva uno spazio di pubblicazione per autori europei che erano rimasti in silenzio durante la guerra o le cui opere erano state trascurate. Tra i primi autori francesi di cui si parlò ci furono Paul Éluard, Maurice Blanchot, Roger Caillois, René Char, René Daumal e Jean Paulhan. Soca pubblicò testi letterari, saggi e poesie di alcuni degli scrittori e intellettuali più importanti del XX secolo. Contribuì anche con numerosi saggi letterari propri, in particolare su autori e artisti europei. L'attenzione si concentrò in gran parte sugli aspetti senza tempo delle arti, il più possibile separati da ideologie e coinvolgimenti politici. C'era anche una coorte di scrittori latinoamericani, fino ad allora sconosciuti in Europa, le cui opere furono presentate per la prima volta ai lettori europei grazie a La Licorne. Susana Soca fu contemporaneamente editrice, produttrice, curatrice e finanziatrice di Silvina Ocampo, Felisberto Hernández e molti altri. Tuttavia, verso la fine del 1948 lasciò Parigi e tornò a Montevideo. La produzione parigina di La Licorne terminò.
Ma quella non fu la fine di La Licorne. Fu rilanciata a Montevideo come "Entregas de la Licorne" nel 1953, sotto la direzione di Susana Soca, fino alla sua inaspettata morte nel 1959. Ora era in grado di fungere da intermediaria tra la moderna cultura letteraria latinoamericana ed europea proveniente dalla sponda occidentale dell'oceano. A Montevideo attirò personalità del mondo dell'arte le cui famiglie erano fuggite dalla Germania durante gli anni di Hitler, come la fotografa Gisèle Freund, che conosceva dai tempi di Parigi, e il giornalista Hellmut Freund, che fornì vari contributi a Entregas de la Licorne, tra cui un saggio sulla pioniera artista-fotografa Jeanne Mandello, arrivata in Uruguay nel 1941. Alla rivista parteciparono scrittori riconosciuti, come Jorge Luis Borges, Onetti e Pasternak, ad esempio, e altri autori meno noti. Continuò a intraprendere frequenti viaggi in Europa. Tornata a Montevideo, organizzava incontri letterari a casa sua. Organizzò e finanziò anche mostre che introdussero artisti europei in America Latina e fu sponsor di talenti letterari uruguaiani come Felisberto Hernández.

### Morte
All'inizio del 1959 Susana Soca si trovava a Parigi quando ricevette una chiamata da sua madre che le chiedeva di tornare a casa. A Parigi si imbarcò sul volo Lufthansa 502 per Rio de Janeiro. L'11 gennaio, mentre il velivolo si avvicinava all'aeroporto di Rio de Janeiro-Galeão con maltempo, il Lockheed L-1049 colpì le acque della baia di Guanabara prima di raggiungere la vicina pista dell'aeroporto. Il pilota perse il controllo e l'aereo prese fuoco vicino alla spiaggia di Flecheiras. Tutti i 29 passeggeri morirono.Suo cugino Juan Carlos Blanco fu incaricato di andare a Rio de Janeiro per identificare il corpo e si occupò del rimpatrio della salma a Montevideo. La famiglia fu devastata dalla morte di Susana e sua madre sprofondò in una profonda depressione. I suoi beni, tra cui innumerevoli stampe giapponesi, opere gotiche, dipinti di Modigliani, Picasso e altri, furono gestiti male da un intermediario e non rimane quasi traccia della loro ubicazione.

## In retrospettiva
La piena portata e importanza delle attività "dietro le quinte" della Soca nella letteratura e nelle arti durante gli anni '40 e '50 diventano evidenti da antologie letterarie, diari e corrispondenza, molti dei quali divennero disponibili agli studiosi solo dopo la sua morte, ad esempio negli scritti di Albert Camus ed Emil Cioran, da immagini e fotografie e dalla corrispondenza raccolta di altri, come Victoria Ocampo, Roger Caillois, Felisberto Hernández, Juan Ramón Jiménez, José Bergamín-María Zambrano. Pablo Picasso realizzò un dipinto a olio di Susana negli anni '40 che poi le inviò: non è chiaro dove sia finito il ritratto stesso, ma una fotografia scattata a Parigi nel 1943 da André Ostier la mostra in piedi accanto ad esso. Jorge Luis Borges incluse un sonetto, "Susana Soca", in "El hacedor", 1960. Gisèle Freund scattò numerose fotografie di Susana Soca per l'ammiratore di lunga data di Soca, Henri Michaux. La poesia di Susana era in gran parte confinata ai suoi diari, tuttavia, e durante la sua vita rimase privata. Uno dei suoi primi lavori pubblicati è l'ampio saggio che scrisse su Rainer Maria Rilke, apparso sul periodico "Alfar" nel 1932. La prima raccolta pubblicata delle sue poesie apparve solo nel 1959.

## Verità e finzione
Nel 2018, la scrittrice uruguaiana Claudia Amengual scrisse El lugar inalcanzable, con una Susana Soca romanzata che affronta una vita difficile nella Parigi occupata dai nazisti. Amengual aveva precedentemente trascorso tre anni a fare ricerche su Susana Soca a Montevideo, Buenos Aires e Parigi per una biografia pubblicata nel 2012, che includeva un'analisi delle opere poetiche e dei saggi della poetessa.